# Ring (film)
Pour les articles homonymes, voir Ring.
Série
Ring 2
(1999)
Pour plus de détails, voir Fiche technique et Distribution.
Ring (リング, Ringu) est un film d'horreur japonais réalisé par Hideo Nakata sous le scénario de Hiroshi Takahashi d'après le roman du même titre de Kōji Suzuki, sorti en 1998.
C'est l'original des remakes Ring Virus de Kim Dong-bin (1999) et Le Cercle de Gore Verbinski (2002). Il est suivi de Ring 2 de Hideo Nakata (1999).

## Synopsis
Un soir, Tomoko et Masami, deux jeunes lycéennes seules à la maison, s'amusent dans la chambre à se faire peur avec une rumeur, celle d'une cassette vidéo : une fois visionnée, une sonnerie téléphonique annoncerait votre propre mort — avec raison — au bout de sept jours. Tomoko l'a vue, mais ne croit pas à cette rumeur. Lorsqu'une sonnerie déchire le silence, toutes deux s'immobilisent de peur. Masami court vers la cuisine et décroche le téléphone : c'est la mère de Tomoko. Les deux lycéennes éclatent de rire, soulagées. Tomoko entend quelque chose provenant de la télévision qui, pourtant, n'a jamais été allumée et qu'elle éteint avant de retourner à la cuisine. Elle entend à nouveau quelque chose derrière elle. Elle tourne la tête et hurle d'effroi.
Quelques jours plus tard, Reiko Asakawa, une journaliste enquêtant sur cette malédiction vidéo, découvre que sa nièce Tomoko et trois de ses amis sont morts mystérieusement la même nuit, le visage tordu de peur. Elle découvre également que Masami est devenue folle après avoir été témoin de la mort de Tomoko et qu'elle est internée dans un hôpital psychiatrique. Chez les parents de Tomoko, elle trouve les photos de sa nièce accompagnée de ses trois amis dans une maison de location d'Izu, et en particulier une photo sur laquelle leurs visages sont incroyablement brouillés. Reiko se rend alors à Izu et arrive à la maison de location, où elle trouve une cassette non étiquetée. En regardant la cassette, Reiko voit une série d'images inquiétantes et apparemment sans rapport les unes avec les autres. Dès que la bande est terminée, Reiko voit un mystérieux reflet dans la télévision et reçoit un appel téléphonique contenant les sons hurlants de la bande. Troublée, elle s'enfuit de la maison.
Reiko fait appel à son ex-mari, Ryūji Takayama. Ils prennent une photo de Reiko et son visage ressort flou. Ryūji regarde ensuite la cassette, malgré les objections de Reiko. Le lendemain, Reiko fait une copie de la cassette pour qu'ils l'étudient. Ils trouvent un message caché à l'intérieur de la cassette dans un dialecte de l'île d'Izu Ō-shima. Cette nuit-là, Reiko surprend son jeune fils Yoichi en train de regarder la vidéo. Yoichi prétend que le fantôme de Tomoko lui a ordonné de la regarder. Reiko et Ryūji partent pour Oshima et découvrent l'histoire de la médium Shizuko Yamamura, qui a été accusée d'être une imposteur et s'est suicidée en sautant du mont Mihara.
Alors qu'il ne reste plus qu'un jour, Reiko et Ryūji découvrent que la cassette vidéo a été réalisée par la fille de Shizuko, Sadako Yamamura, dont les pouvoirs surnaturels surpassent ceux de sa mère. Reiko a aussi un flashback d'une jeune Sadako tuant psychiquement un journaliste qui a calomnié sa mère. Reiko et Ryūji retournent à Izu en supposant que Sadako est morte et que son esprit vengeur a tué les adolescents. Ils découvrent un puits sous la maison et, à travers une vision, voient les circonstances du meurtre de Sadako par son père. Ils essaient de trouver le corps de Sadako pour tenter d'apaiser son esprit. Quelques minutes avant la fin de ses sept jours, Reiko trouve le cadavre de Sadako, et ils croient que la malédiction est levée.
Le lendemain Ryūji est à la maison et son téléviseur s'allume tout seul, montrant l'image d'un puits. Le fantôme de Sadako rampe hors du puits, puis hors du téléviseur de Ryūji, et lui cause un tel choc qu'il le tue par arrêt cardiaque. Avant de mourir, il parvient à composer le numéro de Reiko ; elle entend ses derniers instants au téléphone et se rend compte que la malédiction est toujours en place. Très inquiète pour son fils, Reiko se rend compte que le fait de copier la cassette et de la montrer à quelqu'un d'autre l'a sauvée. Avec un magnétoscope et la copie de la cassette de Ryūji, Reiko part avec son fils pour voir son grand-père, réalisant qu'il s'agit d'un cycle sans fin : la bande doit toujours être copiée et transmise pour assurer la survie des téléspectateurs.

## Fiche technique
- Titre : Ring
- Titre original : リング (Ringu?)
- Réalisation : Hideo Nakata
- Scénario : Hiroshi Takahashi, d'après le roman de Kōji Suzuki
- Musique : Kenji Kawai
- Décors : Nobumasa Oniwa
- Photographie : Junichiro Hayashi
- Montage : Nobuyuki Takahashi
- Producteur : Shinya Kawai, Takashige Ichise et Takenori Sentō
- Sociétés de production : Omega Project Kodawaka et Kadokawa Shoten Publishing Company, Ltd
- Distribution : Toho Company Ltd. et Haut et Court
- Budget : 1,2 million d'euros[1]
- Recettes : 8 millions de dollars[1]
- Format : 1.85 : 1
- Pays de production :  Japon
- Langue originale : japonais
- Genre : horreur
- Durée : 96 minutes
- Dates de sortie :
  - Japon : 31 janvier 1998[2]
  - France : 11 avril 2001[3], 13 avril 2022 (reprise)[2]
- Classification : interdit aux moins de 12 ans[3]

## Distribution
| Acteurs           | Doublage         | Rôles               | Personnages                                                    |
| ----------------- | ---------------- | ------------------- | -------------------------------------------------------------- |
| Nanako Matsushima | Julie Turin      | Reiko Asakawa       | La journaliste, la tante de Tomoko.                            |
| Hiroyuki Sanada   | Philippe Vincent | Ryuji Takayama      | L'ex-mari de Reiko Asakawa                                     |
| Rikiya Otaka      | ?                | Yoichi Asakawa      | Le fils de Reiko et de Koichi Asakawa.                         |
| Miki Nakatani     | Chantal Macé     | Mai Takano          | L'assistante de Ryuji Takayama                                 |
| Katsumi Muramatsu | ?                | Koichi Asakawa      | Le mari de Reiko                                               |
| Yūko Takeuchi     | ?                | Tomoko Oishi        | La victime, nièce de Reiko Asakawa.                            |
| Hitomi Sato       | Caroline Pascal  | Masami Kurahashi    | Une amie de Tomoko.                                            |
| Yōichi Numata     | ?                | Takashi Yamamura    | ((Père?)/tuteur) de Sadako                                     |
| Yutaka Matsushige | ?                | Yoshino             | ?                                                              |
| Masako            | ?                | Shizuko Yamamura    | Fantôme de la Mère de Sadako                                   |
| Daisuke Ban       | ?                | Dr Heihachiro Ikuma | fait des tests sur Masami                                      |
| Kiyoshi Risho     | ?                | Omiya, le cadreur   | Un des collègues de Reiko Asakawa.                             |
| Yûrei Yanagi      | ?                | Okazaki             | Le journaliste de la tv                                        |
| Yôko Ôshima       | ?                | Tomoko              | La nièce de Reiko                                              |
| Kiriko Shimizu    | ?                | Ryomi Oishi         | ?                                                              |
| Rie Inō           | Josée Onana      | "Sada"              | Le Fantôme de Sadako Yamamura                                  |
| Hiroyuki Watanabe | ?                | Hayatsu             | ?                                                              |
| Miwako Kaji       | ?                | Kazue Yamamura      | La mère de Sadako                                              |
| Chihiro Shirai    | ?                | Sadako Yamamura     | La jeune fille de Kazue Yamamura, avant qu'elle ne soit morte. |

## Production
La préproduction a duré entre trois et quatre mois, le tournage cinq semaines et la postproduction quatre mois.

## Accueil

### Box-office
À sa sortie au Japon, le film a rapporté plus d'un milliard de yens, devenant ainsi le film d'horreur ayant le plus rapporté dans ce pays.

### Critique
Le film recueille 97 % de critiques positives, avec une note moyenne de 7,6/10 et sur la base de 37 critiques collectées.

## Bande originale du film
Albums de Kenji Kawai
Vampire princess Miyu You're under arrest! The Movie
1. Feels Like "Heaven" (X TRA Soundscape Mix)
2. A Dissonance Split
3. The Cursed Video
4. Genes
5. Ring
6. Guardian Angel
7. Feel the Universe
8. Portrait of Love
9. Kizuna
10. Legend of Love
11. Out of Control
12. Distorted Clock

## Distinctions
- Prix du meilleur film asiatique lors du Festival du film Fant-Asia 1999.
- Prix du meilleur film et des meilleurs effets spéciaux (Hajime Matsumoto) lors du Festival international du film de Catalogne 1999.
- Corbeau d'or (meilleur film) lors du Festival international du film fantastique de Bruxelles 1999.
- Prix du public lors du Festival NatFilm 2001.
- Nomination au prix de la meilleure actrice (Nanako Matsushima) lors des Awards of the Japanese Academy 1999.

## Autour du film
- Le personnage de Yamamura Shizuko (la personne dans le miroir) est basé sur une personne ayant réellement existé. Chizuko Mifune (en), née en 1886 dans la préfecture de Kumamoto, avait, paraît-il, le don de voyance. À la suite d'une démonstration en 1910, elle a été considérée comme un charlatan et s'est suicidée quatre mois plus tard en ingérant du poison[8],[9],[10].
- La scène de la cassette où on voit dans un miroir une jeune femme (Shizuko) peigner ses cheveux a été inspirée d'un documentaire sur Chizuko Mifune qui est passé à la télévision quelques années avant la sortie du film.
- La scène où l'assistante de Ryuji, l'ex-mari de Reiko, change un plus en moins au tableau est une référence au film Les Chiens de paille (Straw Dogs, 1971) où l'épouse du personnage principal faisait la même chose.
- Le romancier Kôji Suzuki a puisé son inspiration dans Poltergeist (1982), son film d'horreur préféré, pour écrire Ringu.
- Les quatre jeunes regardent la cassette le 29 août 1997. C'est aussi la date où la fin du monde est censée avoir lieu dans Terminator 2. Il se peut que ce soit une simple coïncidence.
- Autre référence à l'univers de Terminator : les deux films s'achèvent sur un plan fixe très similaire, une route droite et fuyant vers le centre de l'écran, au-devant d'un ciel menaçant, signe d'avenir sombre.

## Commentaires
Ce film, réalisé par Hideo Nakata, est le premier d'une série inspirée de la tradition des Yūrei Eiga (ou kaidan eiga), autrement dit des « films de fantômes » en japonais, des années 1950-60 adaptant contes et légendes populaires sur des revenants. Le fantôme du film, Sadako, cheveux longs cachant les yeux, robe blanche évanescente et démarche spectrale, incarne une vision moderne du croquemitaine sous l'apparence des oripeaux traditionnels des fantômes japonais. Dans le théâtre nô, Sadako correspond à la catégorie des kyojo-mono (récit de femme folle) et plus précisément à la sous-catégorie des shunen-mono (la femme folle qui cherche à se venger est un fantôme).
Cette trilogie est une source d'inspiration chez les jeunes fans japonais si bien que parfois ils « jouent à Sadako », ce qui est strictement interdit dans certaines écoles. Le réalisateur en parle dans une interview qui constitue le bonus majeur du DVD.
Il y a quelques différences entre le film de Hideo Nakata et le roman de Kōji Suzuki :  
- Ryuji Takayama est un ancien camarade de Kazuyuki Asakawa, journaliste. L'enquête est ainsi menée par un tandem masculin. Le personnage de Reiko Asakawa n'apparait que dans le film.
- Dans le roman, Sadako ne surgit pas d'une télévision. Il est question d'une malédiction liée a un pouvoir de type télékinésique.
- Sadako est hermaphrodite.
- Kazuyuki cherche à sauver sa femme et sa fille qui ont regardé la cassette.

L'effet où l'on voit Sadako sortir du puits est tout simple : Rie Inou, étudiante du théâtre Kabuki, qui utilise des mouvements lançants ou exagérés pour souligner l'émotion, s'est fortement impliquée dans le développement du caractère de Sadako. Inou a été filmée marchant en arrière, puis le film a ensuite été joué à l'envers. Le résultat final donne l'impression que Sadako marche de façon non naturelle.
Le film évoque la pratique des nensha, qui remonte au début du XXe siècle et qui revient à la mode dans les années 1980. Il s'agissait du pouvoir de certains médiums d'impressionner des plaques photographiques par la pensée. Une forme de ce que l'on appelle la photographie spirite, et qui retrouve une certaine popularité au Japon dans les années 1980, avec des clichés beaucoup plus ancrés dans le quotidien. Hideo Nakata évoque régulièrement la figure de Chizuko Mifune (voyante pratiquant le nensha) comme une influence pour le pouvoir le Sadako et son intérêt pour les shinrei shashin (photographies qui, après développement, contient une présence fantomatique) comme l'explique le scénariste du film, Hiroshi Takahashi.

## Mangas
Plusieurs mangas ont été tirés du film, ils sont parus en français chez l'éditeur Panini :
- Ring
- Sawako
- Yamato Nadeshiko
- La Fille des enfers
- La Nouvelle Fille des Enfers

Remarque : à part le premier manga Ring, le reste sont des shôjo où les personnages sont inspirés de Sadako, notamment Sawako et Yamato Nadeshiko alors que La Fille des enfers et la suite directe de ce dernier La Nouvelle Fille des Enfers ont repris le concept de la vidéo. Le tout étant des shôjo.

## Interaction avec d'autres personnages de films d'horreur
Dans le premier film, en début de film Reiko discute avec un collègue et celui ci lui cite "une femme à la bouche fendue". Ceci fait référence à Kuchisake-onna, Autre personnage qui a eu aussi droit à une série de films et à sa légende.
En 2016, Sadako affronte Kayako, dans un film réalisé par Kōji Shiraishi.
Deux ans plus tard, Sadako affronte à deux reprises Bunshisaba; un esprit féminin aux ongles longs et vêtu d'une robe rouge sang.